# 고질라 (1998년 애니메이션)
《고질라》(영어: Godzilla: The Series)는 롤랜드 에머리히 감독의 고질라의 속편으로 제작된 미국 애니메이션이며 2000년에 KBS에서 방영했다.

## 등장 인물
- 닉
- 엘시
- 멘델
- 모니크
- 랜디
- 오드리
- 힉스 소령

## 목소 리출연
- 이규화 - 닉
- 김정주 - 엘시
- 최병상 - 멘델
- 오길경 - 모니크
- 이장원 - 랜디
- 서혜정 - 오드리
- 이호인 - 힉스 소령

## 한국판 제작진(KBS)
- 번역: 배현나
- 연출: 이원희
- 우리말 제작: KBS 미디어